# Berchemia
Berchemia ist eine Pflanzengattung in der Familie der Kreuzdorngewächse (Rhamnaceae). Die etwa 20 Arten sind zumeist in Südostasien verbreitet.

## Beschreibung

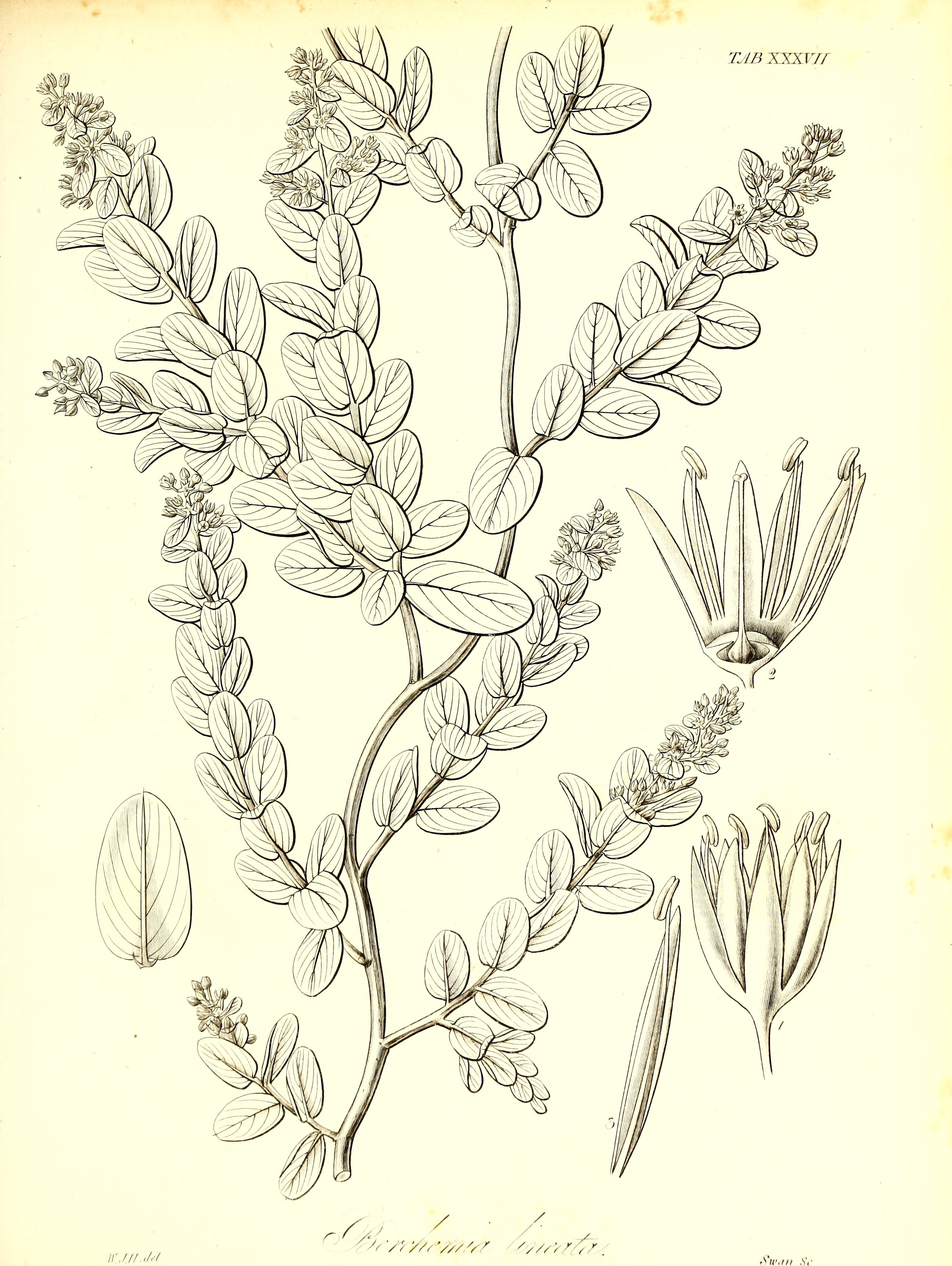
Illustration aus The botany of Captain Beechey's voyage; comprising an acount of the plants collected by Messrs. Lay and Collie, and other officers of the expedition, during the voyage to the Pacific and Behring's von Berchemia lineata

### Vegetative Merkmale
Berchemia-Arten sind immergrüne oder sommergrüne, aufrecht wachsende oder kletternde Sträucher oder kleine Bäume. Die oberirdischen Pflanzenteile sind kahl. Es können Dornen vorhanden sein.
Die meist wechselständig angeordneten Laubblätter sind gestielt bis fast sitzend. Die einfachen Blattspreiten sind mehr oder weniger ganzrandig. Die Blattnerven sind fast parallel. Die meist haltbaren Nebenblätter sind pfriemlich und an ihrer Basis miteinander verwachsen.

### Generative Merkmale
Die Blüten stehen in seitenständigen ährigen, rispigen Blütenständen oder Thyrsen aus gestielten bis ungestielten, wenigblütigen und trugdoldenartigen Zymen zusammen.
Die Blüten können zwittrig oder funktional eingeschlechtig sein. Der Blütenbecher (Hypanthium) ist schalenförmig bis halbkugelartig mit einem fleischigen, den Blütenbecher vollständig ausfüllenden Diskus. Die relativ kleinen Blüten sind radiärsymmetrisch und fünf- oder sechszählig mit doppelter Blütenhülle. Die fünf oder sechs Kronblätter sind verkehrt-eiförmig. Die Staubblätter überragen die Blütenkrone. Zwei Fruchtblätter sind zu einem oberständigen, zweikammerigen Fruchtknoten verwachsen, der eiförmig und nach oben hin verschmälert ist. Der dicke Diskus umgibt den Fruchtknoten, ist aber nicht mit ihm verwachsen. Der Griffel ist zweiästig.
Die zylindrischen oder eiförmigen Steinfrüchte sind hart. Der holzige Steinkern ist zweifächrig.

## Verbreitung und Systematik

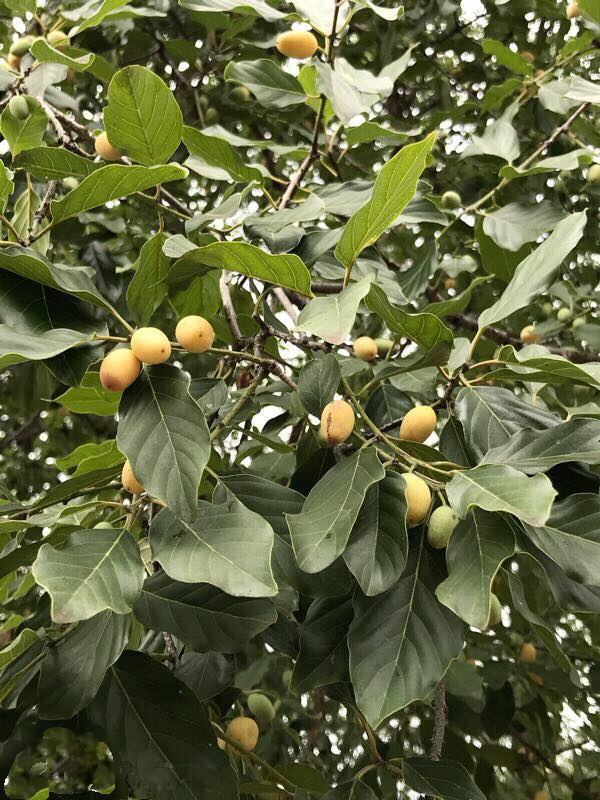
Berchemia discolor mit Früchten

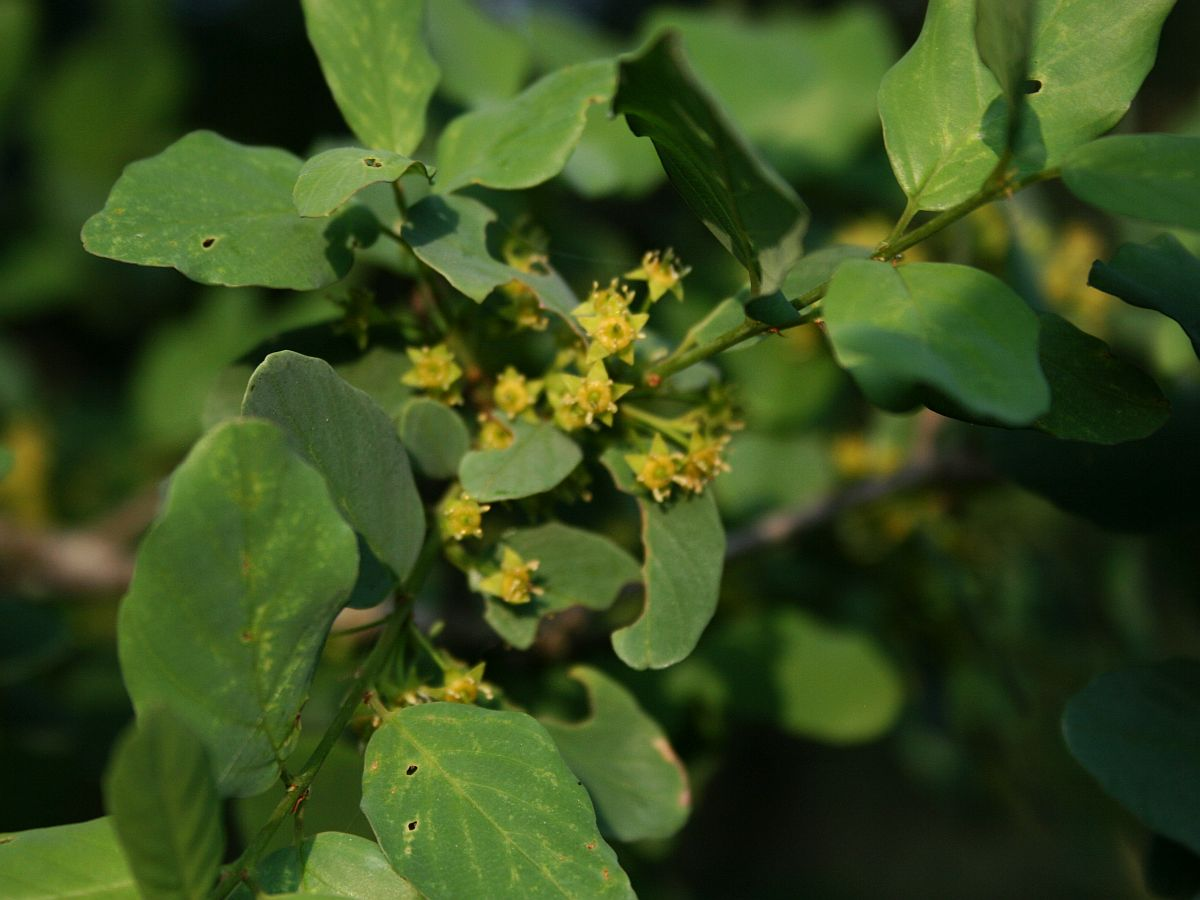
Berchemia zeyheri mit Blüten

Die Gattung Berchemia wurde 1825 durch Noël Martin Joseph de Necker in Augustin Pyramus de Candolle: Prodromus Systematis Naturalis Regni Vegetabilis, 2, Seite 22–23 aufgestellt. Typusart ist Berchemia volubilis (L. f.) DC. Der Gattungsname Berchemia ehrt Jacob Pierre Berthoud van Berchem (1763–1832), einen (holländisch-)schweizer Naturforscher und Mineralogen.
Die Gattung Berchemia gehört zur Tribus Rhamneae innerhalb der Familie Rhamnaceae.
Die Gattung Berchemia umfassen rund zwanzig Arten, davon je eine in Neukaledonien und Nordamerika, alle anderen Arten sind in Südostasien verbreitet.
Zu den Arten zählen:
- Berchemia discolor (Klotzsch) Hemsl.: Östliches bis südliches Afrika
- Berchemia edgeworthii M.A.Lawson: Sie kommt in Afghanistan, Pakistan, Indien, Nepal, Bhutan und China vor.[6][1]
- Berchemia floribunda (Wall.) Brongn.: Sie kommt in Pakistan, Indien, Nepal, Bhutan, Thailand, Vietnam und China vor.[6][1]
- Berchemia lineata (L.) DC.: Sie kommt in Vietnam, China, Taiwan und Japan vor.[6]
- Berchemia magna (Makino) Koidz. (Syn.: Berchemia racemosa Siebold & Zucc. var. magna Makino): Sie kommt in Japan vor.[6]
- Berchemia pakistanica Browicz[1]: Sie kommt in Pakistan vor.[7]
- Berchemia polyphylla Wall. ex M.A.Lawson: Sie kommt in drei Varietäten in Myanmar und China vor.[6]
- Berchemia racemosa Siebold & Zucc.: Sie kommt auf den japanischen Inseln Hokkaido, Honshu, Kyushu, Shikoku und auf den Ryūkyū-Inseln vor.[6]
- Berchemia scandens (Hill) K.Koch (Syn.: Berchemia volubilis (L.f.) DC.)[7]: Sie kommt in den Vereinigten Staaten, in Mexiko und in Guatemala vor.[6]
- Berchemia zeyheri (Sond.) Grubov: Sie kommt in Mosambik, Simbabwe und im südlichen Afrika vor.[6]

## Nachweise
1. 1 2 3 4 5 6 7 8 9 10 11 12 13 14 15 16 17  
Berchemia bei Tropicos.org. Missouri Botanical Garden, St. Louis, abgerufen am 32.
2. 1 2 3 4  
D. Medan, C. Schirarend: Rhamnaceae. In: Klaus Kubitzki (Hrsg.): The Families and Genera of Vascular Plants - Volume VI - Flowering Plants - Dicotyledons - Celastrales, Oxalidales, Rosales, Cornales, Ericales. 2004, ISBN 978-3-540-06512-8, S. 333.
3. 1 2 3  
P. A. Schmidt, B. Schulz (Hrsg.): Gehölzflora. begründet von Jost Fitschen. 13. Auflage. Quelle & Meyer, Wiebelsheim 2017, ISBN 978-3-494-01712-9, S. 400.
4. ↑  
Berchemia bei Tropicos.org. Missouri Botanical Garden, St. Louis, abgerufen am 19. Februar 2018.
5. ↑  
Lotte Burkhardt: Verzeichnis eponymischer Pflanzennamen. Botanic Garden and Botanical Museum Berlin, Freie Universität Berlin, Berlin 2016, ISBN 978-3-946292-10-4. doi:10.3372/epolist2016
6. 1 2 3 4 5 6 7 8  
Berchemia im Germplasm Resources Information Network (GRIN), USDA, ARS, National Genetic Resources Program. National Germplasm Resources Laboratory, Beltsville, Maryland. Abgerufen am 27. April 2017.
7. 1 2  Datenblatt Berchemia bei POWO = Plants of the World Online von Board of Trustees of the Royal Botanic Gardens, Kew: Kew Science.